# Припят
 Тази статия е за реката.  За града в Украйна вижте Припят (град).  
Прѝпят (на беларуски: Прыпяць; на украински: Прип'ять; на руски: Припять) е река в Украйна (Волинска и Киевска област) и Беларус (Брестка и Гомелска област), десен приток на Днепър Дълга е 775 km, а площта на водосборния ѝ басейн е 114 300 km².
Река Припят води началото си от блатиста местност, на около 1 km югоизточно от село Гороховища, Волинска област, Украйна, на 169 m н.в. Около 80 km протича в североизточна посока в крайната северозападна част на Украйна, след което навлиза на територията на Беларус. По цялото си протежение протича в слабо изразена долина през силно заблатената историко-географската област Полесие. В горното си течение, в района на естествено образувалите се Припятските блата (наричани също Пински блата) тече в ниски заблатени брегове, като се разделя на ръкави (тук коритото ѝ частично е коригирано, като е канализирано). В средното течение бреговете ѝ стават пясъчни, но руслото ѝ продължава да е неустойчиво и силно меандрира. В долното течение долината ѝ става видима, а скоростта на течението ѝ се увеличава, като се появяват малки прагове и бързеи. На 9 km северозападно от изоставения град Припят отново навлиза на украинска територия (Киевска област), минава покрай авариралата Чернобилска атомна електроцентрала и се влива се отдясно в река Днепър (в „опашката“ на Киевското водохранилище), на 98 m н.в., на около 20 km югоизточно от изоставения град Чернобил.
Река Припят получава множество притоци, най-големи от които са: леви – Яселда, Лан, Случ, Птич; десни – Туря, Стоход, Стир, Горин, Ствига, Уборт, Словечна, Уж.
Подхранването на реката е смесено, с преобладаване на снежното. Пълноводието ѝ започва обикновено през първата декада на март, с максимум в средата на април, след което спадането на водите продължава 3 – 3,5 месеца. В горното течение покачването на нивото ѝ достига до 2 m, в средното – до 3,5 m, а в долното – до 5 – 7 m, като навсякъде и съпроводено със заливане на обширни райони. Много често лятно-есенното маловодие се нарушава от епизодични прииждания в резултат на поройни дъждове. Средният годишен отток при град Мозир е 370 m³/sec, в устието – 460 m³/sec (максимумът е около 6000 m³/sec). Годишният отток възлиза на 14,5 km³. Обикновено замръзва в средата на декември, а се размразява в края на март.
Чрез левия си приток Пина, Днепровско-Бугския канал и река Мухавец (десен приток на Западен Буг) Припят се свързва с река Западен Буг и Висла, а чрез левия си приток Яселда, Днепровско-Неманския (Огински) канал и река Шчара (ляв приток на Неман) се свързва с река Неман. По време на пълноводие е плавателна на около 500 km от устието, до беларуското село Болшие Диковичи, на 15 km южно от град Пинск в Брестка област. В резултата на Чернобилската авария на АЕЦ през 1986 г. реката е силно замърсена от радиоактивни отпадъци, опасни за здравето, затова в Чернобилската зона на реката риболовът е забранен и не се допуска корабоплаване.
Поради силно заблатените райони, през които протича реката, по нейното течение има сравнително малко населени места. В Украйна – сгт Ратно във Волинска област и изоставените градове Припят и Чернобил в Киевска област. В Беларус – град Пинск в Брестка област, градовете Петриков, Мозир и Наровля и сгт Туров в Гомелска област.